# Kejsardömet Ryssland
Kejsardömet Ryssland, också kallat Ryska riket, Ryska kejsardömet eller Ryska imperiet (ryska: Российская империя/Rossijskaja imperija), var en statsbildning mellan åren 1721 och 1917.
Den 2 november 1721, efter Peter den stores seger i stora nordiska kriget och freden i Nystad, upphöjdes Tsarryssland till ett kejsardöme som kom att vara fram till februarirevolutionen 1917 då det ersattes med Ryska republiken.

## Historia

### 1700-talet
Efter freden i Nystad den 30 augusti 1721, antog den dåvarande tsaren Peter titlarna "fäderneslandets fader", "allt Rysslands kejsare" och "den store" och gjorde därmed också internationellt anspråk på att vara Rysslands kejsare. Därmed kan Kejsardömet Ryssland anses ha bildats. Han hade tidigare infört ett autokratiskt statsskick i sitt rike och gjort det till en stormakt i Europa, men ändå var landet fattigt, outvecklat och hade en befolkning på under 20 miljoner varav den absoluta merparten var sysselsatt inom jordbruket.
Peter drev igenom flera reformer, bl.a. avskaffade han Moskvapatriarkatet och ersatte det med Heliga synoden, ett statligt organ som lättare kunde manipuleras av kejsaren än om kyrkans makt hade legat kvar hos patriarken. Han accelererade även centraliseringen av statsapparaten, avskaffade den gamla adelsdominerade Bojarduman som rådgivande organ och inrättade istället Regerande senaten som en slags allsmäktig regering.
Efter Peter den stores död 1725 tillföll den ryska kronan hans andra hustru som blev kejsarinnan Katarina I. Hon regerade dock enbart i två år och efterträddes av Peter II, barnbarn till Peter den store. Denne flyttade huvudstadsadministrationen år 1728 till Moskva men då han dog två år senare blev Sankt Petersburg åter huvudstad. Peter II efterföljdes av Anna Ivanovna (1730–1740), brorsdotter till Peter den store, Ivan VI (1740–1741), Elisabet (1741–1762), Peter III (januari–juni 1762), Katarina II (den stora, 1762–1796) och Paul I (1796–1801). Under 1735–1739 förde Ryssland ett framgångsrikt krig mot huvudfienden i söder, det turkiska Osmanska riket. Den turkiska vasallstaten Krimkhanatet försvagades kraftigt.
Den tyska adeln hade ett stort inflytande över det ryska hovet under 1700-talet. Det kanske mest bekant exemplet på detta är den tyskfödda kejsarinnan Katarina den stora som utmanövrerade och avsatte sin likaledes tyskättade make, den impopuläre Peter III.

### 1800-talet
Under 1800-talet (och fram till revolutionen 1917) innehades den ryska kejsartronen av sex män, inga kvinnor, med tre förnamn: Paul, Alexander och Nikolaj, vars skiftande personliga egenskaper karaktäriserade den politiska utvecklingen under respektive regeringstid. Paul I (1796–1801) följdes av Alexander I (1801–1825), Nikolaj I (1825–1855), Alexander II (1855–1881), Alexander III (1881–1894) och Nikolaj II (1894–1917).
Under 1800-talets början drogs Ryssland med i Napoleonkrigen. Genom seger i 1808–09 års krig mot Sverige erövrades Finland, vilket införlivades som ett generalguvernement i Kejsardömet Ryssland. Storfurstendömet Finland bestod förutom av de landskap som tidigare ansetts vara delar av Finland även av Åland och östra Norrland. Storfurstendömet Finland hade mycket långtgående autonomi men lydde under den ryske tsaren. Detta innebar att Finland efter att ha varit en del av Sverige nu uppstod som självstyrande landsdel inom Ryssland. På Åland uppfördes under denna tid Bomarsunds fästning som dock förstördes efter slaget vid Bomarsund 1854. Under ryska Storfurstendömet grundade generalguvernören över Finland Ålands enda stad, Mariehamn.
Frankrikes arméer angrep Ryssland och intog 1812 Moskva. Denna erövring innebar dock inte på något sätt ett franskt genombrott, utan snarare motsatsen, eftersom stora delar av de franska stridskrafterna dukade under under återtåget mot hemlandet. Under Wienkongressen som följde Napoleonkrigen spelade Ryssland en stark roll som konservativ kraft under tsaren Alexander I.
Att Ryssland inte var någon militär stormakt vid 1800-talets mitt blev tydligt under Krimkriget. Under krigsåren 1853 till 1856 led Ryssland nederlag mot Storbritannien, Osmanska riket och Frankrike.
Den minst odemokratiske av 1800-talets sex kejsare var Alexander II, som inte desto mindre blev mördad. Han upphävde livegenskapen i Ryssland 1861 (i några av provinserna – bland annat Baltikum – hade den upphävts redan tidigare) och införde 1864 zemstvo, en sorts regionala parlament som påminner om Sveriges landsting.

### 1900-talet
Ryskt nederlag blev resultatet av rysk-japanska kriget 1904–1905.
Under 1900-talets början uttrycktes missnöje mot statsmakten och krav på förändring spred sig bland folket runtom i Europa. I Ryssland ledde omfattande strejker bland arbetare i städerna och protester på landsbygden till att Ryska revolutionen 1905 bröt ut. Tsar Nikolaj II svarade med att placera ut soldater som besköt demonstranterna och flera dog. Detta besvarades med världens ditintills största generalstrejker och uppror. Oroligheter utbröt på många håll i imperiet. Det var gatustrider i städerna och på landsbygden tog fattiga lantarbetare lagen i egna händer. Nikolaj II tvingades lätta på makten och tillät nu för första gången arbetarna att sätta upp arbetarråd, så kallade sovjeter. Tsarmakten gav först löften om ekonomiska och demokratiska reformer, men slog sedan hårt tillbaka, och duman, folkförsamlingen som instiftats efter oroligheterna 1905, blev i praktiken maktlös.
Panslavistiska strävanden präglade den ryska utrikespolitiken under tiden vid första världskrigets utbrott. Ryssland drogs med i kriget när Kungariket Serbien angreps av Österrike-Ungern samtidigt som dubbelmonarkins allierade Tyskland anföll Ryssland sedan denna mobiliserat.
De revolutionära stämningarna i Ryssland fortsatte och bristen på mat kulminerade i februarirevolutionen 1917 mot tsarväldet. Tsaren försökte återigen återupprätta kontrollen över landet och soldater sändes ut för att skingra massorna, något som dock slutade med att soldaterna sköt sina officerare och ställde sig på demonstranternas sida. Tsaren hade nu inget annat val än att abdikera. En provisorisk regering under Aleksandr Kerenskij installerades. I oktoberrevolutionen den 6 november tog bolsjevikerna makten och utropade, efter ryska inbördeskriget, Sovjetunionen 1922.

## Yta och befolkning
Kejsardömet Rysslands yta var 22 556 520 kvadratkilometer år 1916, och dess befolkning var år 1897 omkring 130 507 000 personer, exklusive Finland: medräknat Finland hade det 1897 omkring 133 126 060 invånare.

## Statsskick och politik

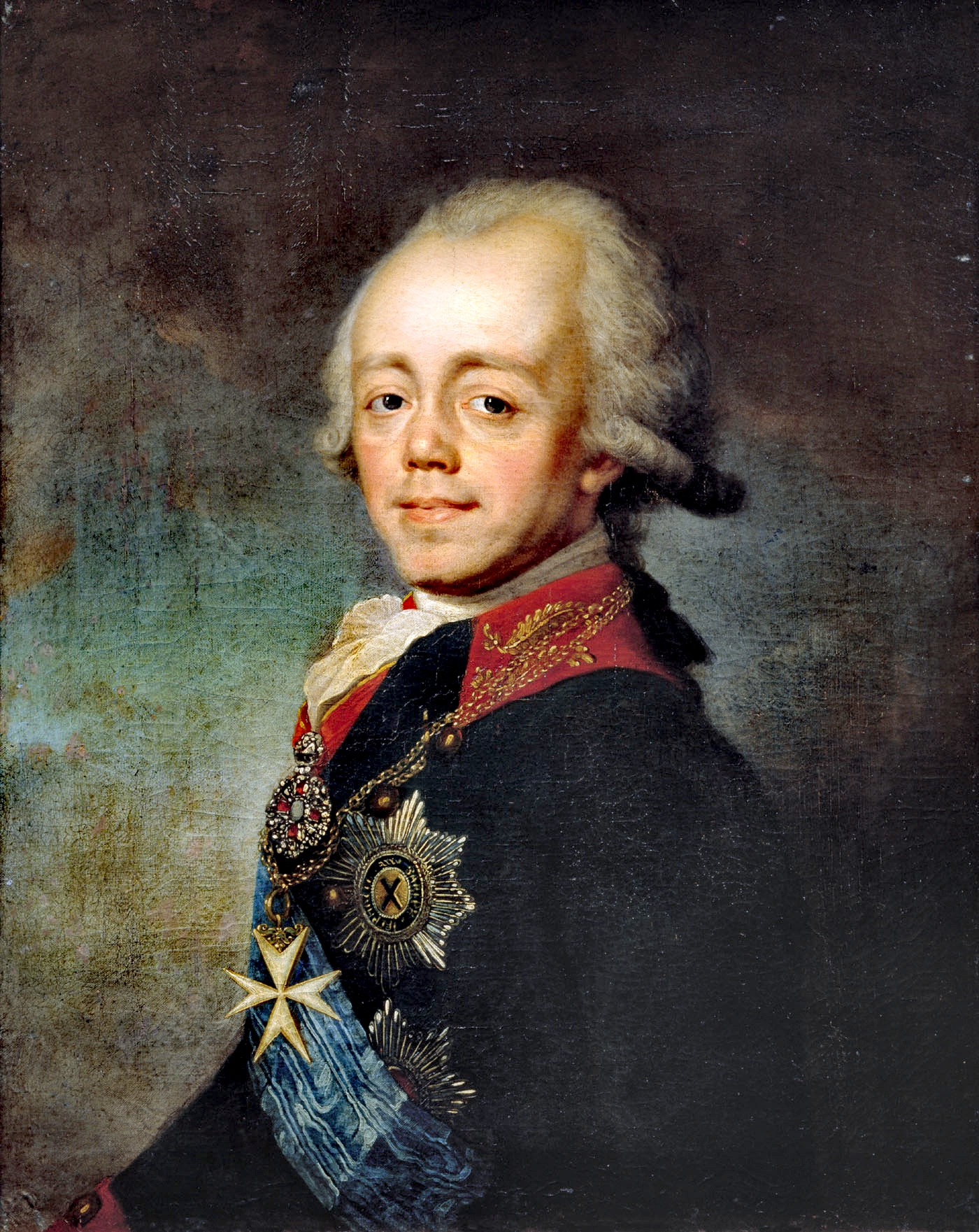
Paul I av Ryssland.

Kejsardömet Ryssland styrdes före 1905 helt enväldigt av kejsaren (sedan 1721) utan något som helst parlament. Kejsaren innehade den lagstiftande, verkställande och dömande makten. Under sig hade kejsaren förvaltningsorgan som den regerande senaten, den heliga synoden och statens olika departement. 1861 inrättades också ett ministerråd.
Ryssland var sedan 1905 en konstitutionell stat, vars författning i sina grunddrag fastställdes genom ett kejserligt reskript av 17 (30) okt. 1905 och närmare utvecklades i grundlagen av 23 april (6 maj) 1906, vilken utfärdades av kejsaren omedelbart före den första riksdumans sammanträde.
Faktiskt var dock fortfarande lagstiftning, förvaltning och rättskipning i vidsträckt grad förenade hos kejsaren (ryska: impera’tor), som bibehöll den gamla titeln självhärskare (ryska: samode’rzjets) och vars befallningar, enligt författningen, "Gud själv befaller (folket) att lyda".
Den ryska staten var enhetlig och odelbar, även om Finland i sina inre angelägenheter förvaltades genom särskilda institutioner. Den av kejsar Paul I utfärdade lagen av 1797, vilken var upptagen i den nya författningen 1906, bestämde att kronan skall gå i arv efter förstfödslorätt, dock med företräde för den manliga linjen framför den kvinnliga. Kejsaren med gemål och barn skall tillhöra den ortodoxa, grekiska kyrkan, vars överhuvud han är. Storfurstar och storfurstinnor fick inte, enligt lag av Alexander I, träda i äktenskap utan kejsarens samtycke, med risk att ättlingarna annars förlorade arvsrätt till tronen. Arvsrätt ha icke heller ättlingar av icke jämbördigt äktenskap.
Tronarvingen blev myndig vid 16 års ålder, övriga medlemmar av kejsarfamiljen först vid fyllda 20 år.
Kejsarens titel var: kejsare och självhärskare över hela Ryssland, Moskva, Kiev, Vladimir, Novgorod, tsar av Astrachan, tsar av Polen, tsar av Sibirien, tsar av Tauriska Chersonesus, tsar av Georgien, herre till Pskov, storfurste av Smolensk, Litauen, Volynien, Podolien och Finland, furste av Estland, Livland, Kurland etc.

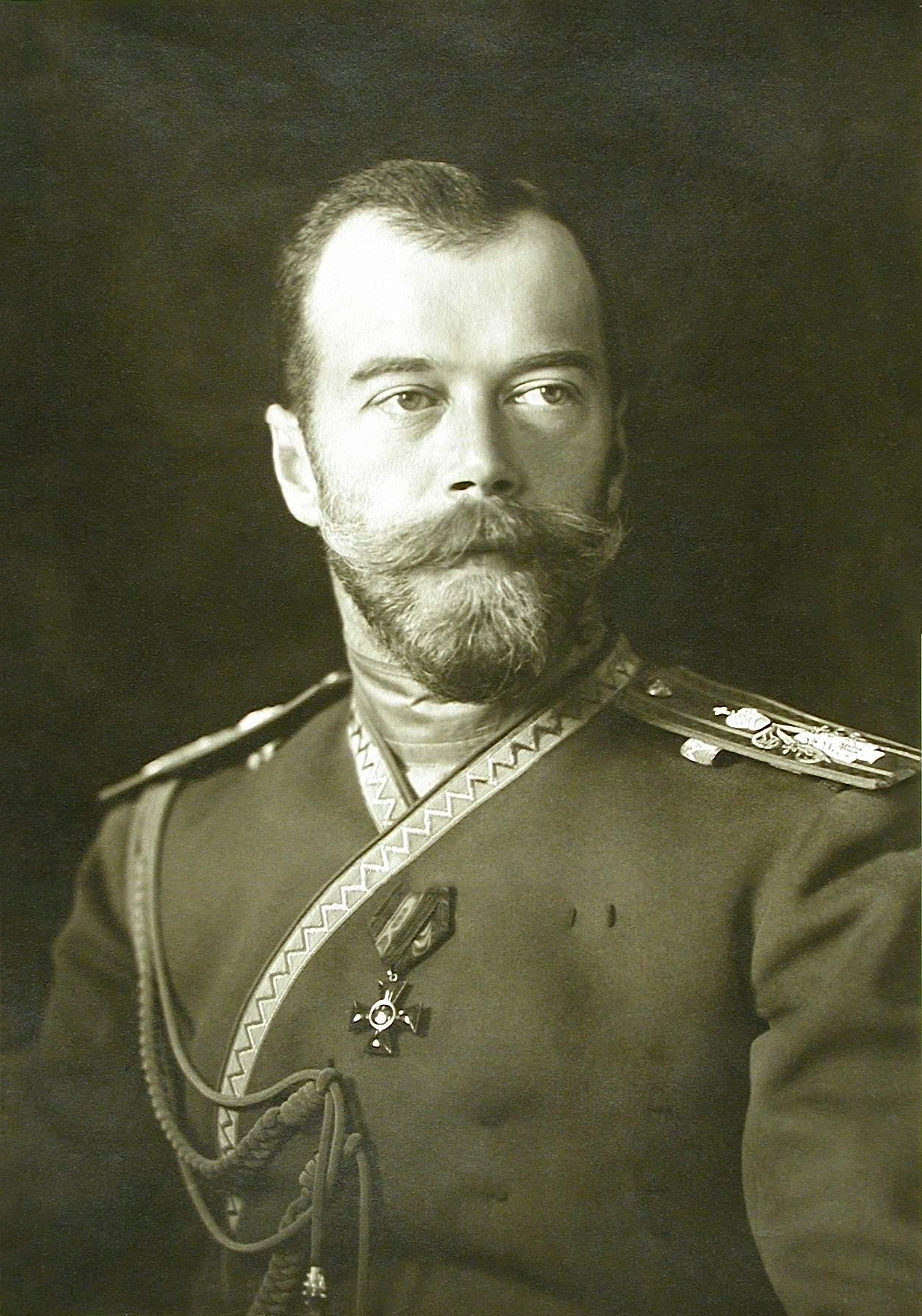
Nikolaj II, landets sista tsar.

Kejsaren utövade den lagstiftande makten i förening med statsrådet och senaten; förslag till ändring av grundlagen fick framläggas endast av honom. Hela förvaltningen var honom underordnad, och han hade rätt att utfärda förordningar (ukaser) inom förvaltningens område.

### Representationen
Representationen bestod efter 1905 års reformer av två kammare, riksrådet och riksduman, vilka sammanträdde på kejsarens kallelse en gång om året. De stiftade jämte kejsaren lag och fastställa rikets budget.

#### Riksrådet
Riksrådet (Gossudarstvennyj sovet) bestod av dels av kejsaren utnämnda ledamöter, dels av valda. De förras antal fick inte överstiga de senares, dock hade kejsaren rätt att förläna titeln statsråd även åt personer, som icke därigenom fick någon plats i rådet. De valdes antal var 98; valbarhet inträdde vid 40 års ålder. Av dem utsågs 6 av det ortodoxa prästerskapet, 40 genom direkta val av guvernementens zemstvoförsamlingar (1 för varje guvernement), 10 av större godsägare i de 10 guvernement, i vilka zemstvoinstitutionen icke ännu var införd, 6 av vissa större godsägare i de 10 polska guvernementen, 18 av adelsföreningarna i de guvernement, där sådana finnas (alltså inte i Polen och i de 9 västliga guvernementen), 6 av vetenskapsakademien och de 10 universiteten samt 12 av handels- och manufakturkamrarna, börskommitterade och köpmannaföreningar (6 skola tillhöra industrien och 6 handeln). De av kejsaren utnämnde utsågs för ett år, de valde för 9 år, så att en tredjedel avgår vart tredje år. Ledamöterna hade under sessionen 25 rubel om dagen i arvode samt reseersättning. Ordförande och vice ordförande i rådet utser kejsaren.

#### Riksduman
Riksduman (Gossudarstvennyj duma) bestod av 446 ledamöter, valda för 5 år genom indirekta val i guvernementen och direkta val i de 7 största städerna (Petersburg, Moskva, Warszawa, Kiev, Łódź, Riga och Odessa).
Valordningen var mycket invecklad, men dess huvuddrag var följande. Valen i guvernementen förrättades av en valförsamling, vars medlemmar utsetts av sex s. k. kurier, valmän, nämligen 1) kretsvalförsamlingar, som utsåg en valman för varje volost, 2) kretsvalförsamlingar av större jordägare, 3) första kretsvalförsamlingen i städerna (omfattande de högst taxerade), 4) andra kretsvalförsamlingar i städerna, 5) kosackkretsvalförsamlingar i de provinser, där kosackstanitsor fanns, samt 6) guvernementsförsamlingar av arbetarnas fullmäktige. Census för de olika valmansgrupperna var olika bestämd. Av guvernementsvalförsamlingens medlemmar utsåg bönderna omkring 22,4 procent, de större godsägarna 51,3 procent, städerna 24,2 procent (varav första stadsvalkurian utser 13,2 proc., den andra 11 proc.). Arbetarna valde i hela riket 114 valmän eller 2,3 procent. Antalet elektorer för varje guvernement var i lag fastställt och växlar mellan 45 och 158.

### Central förvaltning
I fråga om den centrala förvaltningen skilde Rysslands författning mellan den högsta förvaltningen, i vilken kejsaren personligen beslutade, och den underordnade förvaltningen, där på hans uppdrag och enligt hans befallningar beslut fattas av vissa ämbetsverk.
Till den förra hörde ministerrådet, fyra rådgivande verk. Dessa var 1) riksrådets första departement (för inrättande av fideikommiss; bekräftelse på adelstitlar och vapen; frågor, som av senaten skola föreläggas kejsaren, brott begångna av statsrådets eller statsdumans ledamöter i denna deras egenskap eller af ministrar, guvernörer, generalguvernörer m. m.); 2) riksrådets andra departement (som granskar finansministerns, statsbankens och vissa andra bankers och kassors årsredogörelser, behandlar koncessioner på enskilda järnvägsanläggningar m. m.); 3) riksrådets kollegium för expropriationer, och 4) riksrådets kollegium för behandling av besvär över senatens beslut. I dessa angelägenheter fattade kejsaren själv beslut efter vederbörande verks betänkande.
Ministerrådet, upprättat 1861 bestod av alla ministrarna samt av cheferna för de centrala förvaltningsgrenar, som var likställda med ministerierna, d. v. s. av hovministern, statskontrollören och överprokuratorn i den heliga synoden, varjämte även chefer för andra förvaltningar deltaga i frågor, som röra dessa. Ordförande är kejsaren eller ministerpresidenten. Det hade att behandla frågor av så allmän betydelse, att en enskild minister ej anses kunna besluta i dem. Om ett enhälligt beslut inte kunde fattas i ministerrådet, skulle detta anhålla om kejsarens direktiv. Obligatoriskt skulle i ministerrådet behandlas lagförslag, som skulle framläggas för representationen, utomordentliga lagstiftningsåtgärder i trängande fall och av provisorisk natur, finska angelägenheter, som skulle ingå till kejsaren, samt oförutsedda statsutgifter, som ej kunna uppskjutas och icke kunna täckas genom riksstaten.
Den underordnade förvaltningen omfattar senaten, heliga synoden och ministerierna.
Ministerierna, inrättade 1802, ledas vart och ett av vederbörande minister. De ha en mycket vidsträckt beslutande makt, även i fråga om ämbetsutnämningar, då endast de viktigaste frågorna gick till ministerrådet eller kejsaren. En minister kunde kontrasignera endast sådana kejserliga beslut, som hörde till hans ministerium, utom ministerpresidenten, som kunde kontrasignera varje kejsarens beslut. De var ansvariga inför kejsaren, som kunde låta åtala dem inför senaten, men var icke ansvariga inför representationen på annat sätt, än, att båda kamrarna ha rätt att interpellera dem angående åtgärder, som synas dem olagliga. Ministrarna kunde inväljas i riksduman.
Ministerierna var f. n. tio, nämligen: utrikes-, krigs-, marin-, inrikes-, justitie-, undervisnings-, inans-, kommunikations-, handels och industri- samt åkerbruksministerierna. Sidoordnad med dem var rikskontrollen under en statskontrollör. En av ministrarna var ministerpresident. – Ministerierna var delade i sektioner; under dem löd vissa centrala ämbetsverk.

### Lokalförvaltning

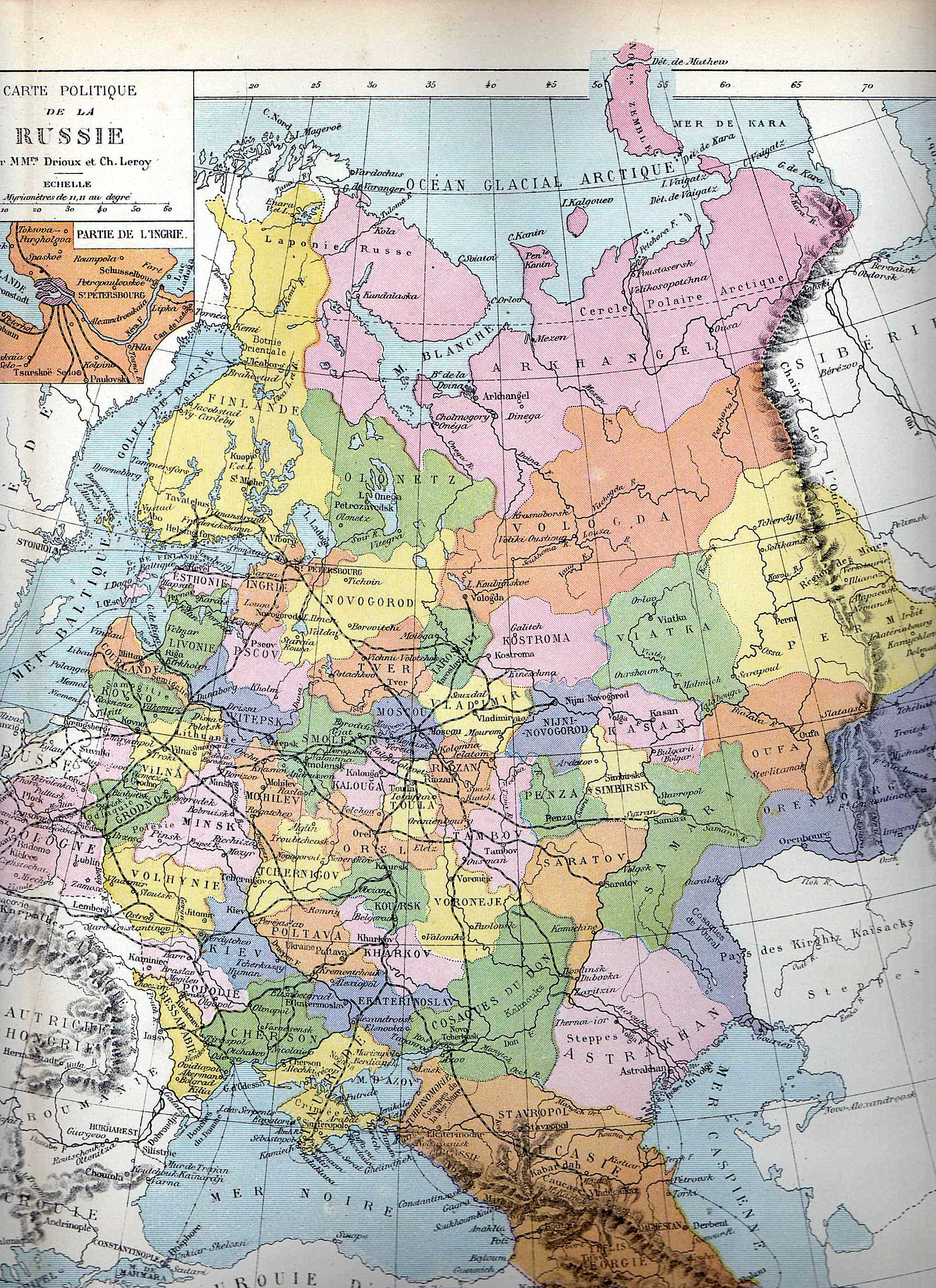
Det Europeiska Rysslands administrativa indelning.

Europeiska Ryssland (utom Finland) var för administrativa ändamål delat i 60 guvernement och provinser (oblast). År 1912 kunde dessa ordnas på följande sätt:
- Storryssland, med 20 guvernement: Moskva, Novgorod, Pskov, Tver, Jaroslav, Kostroma, Vladimir, Nizjnij Novgorod, Rjazan, Tula, Kaluga, Smolensk, Orjol, Kursk, Voronesj, Tambov, Penza, Vologda, Olonets och Archangelsk;
- Lillryssland, med fyra guvernement: Kiev, Poltava, Charkov och Tjernigov;
- Östryssland, med tio guvernement: Perm, Orenburg, Ufa, Vjatka, Kazan, Simbirsk, Saratov, Samara, Astrachan och donkosackernas land (oblast), vars hetman hade en generalguvernörs myndighet;
- Sydryssland, även kallat "Nya Ryssland", med fyra guvernement: Jekaterinoslav, Taurien, Cherson och Bessarabien;
- Vitryssland, med åtta guvernement: Podolien, Volynien, Minsk, Mogiljov, Vitebsk, Kovno, Vilna och Grodno;
- De baltiska provinserna jämte Ingermanland, med fyra guvernement: S:t Petersburg, Estland, Livland och Kurland;
- Weichselguvernementen (Polen), med tio guvernement: Warszawa, Piótrkow, Kalisz, Radom, Kielce, Lublin, Siedlce, Plock, Łomża och Suvalki.

Till Asiatiska Ryssland hörde:
- Generalguvernementet Kaukasus, med sex guvernement: Baku, Jelizavetpol, Kutaisi, Jerevan, Stavropol, Tiflis och Tjernomorski (Svartahavsområdet); fem oblaster: Batum, Dagestan, Kars, Kuban och Terek, samt två självständiga kretsar (okrug): Suchum och Sakataly;
- Centralasien med två generalguvernement: Turkestan och Stäppens generalguvernement;
- Sibirien med fyra guvernement och sex oblast: guvernementen Irkutsk och Jenisejsk och oblasten Jakutsk och Transbajkalien lydde under generalguvernementet Irkutsk, medan guvernementen Tobolsk och Tomsk och oblasten Amur, Akmolinsk, Semipalatinsk och Sibiriska kustprovinsen hörde till generalguvernementet Amur.

Storfurstendömet Finland indelades i följande guvernement:
- Kuopio, S:t Michel, Nyland, Tavastehus, Uleåborg, Vasa, Viborg och Åbo och Björneborg.

Även några europeiska guvernement var förenade till generalguvernement; dock fanns endast tre sådana (bortsett från Finland), nämligen Kiev (bestående av guvernementen Kiev, Podolien och Volynien), Vilna (av guvernement Vilna, Kovno och Grodno) samt Warszawa (av de tio polska guvernementen). Å andra sidan var vissa större städer undantagna från guvernementsindelningen och bildade självständiga förvaltningsområden under egna styresmän, av vilka den i Moskva bär titeln generalguvernör, de övriga kallas stadskaptener (gradonatjalnik). Sådana finnas i Sankt Petersburg, Odessa, Rostov vid Don, Sevastopol, Nikolajev, Kertj-Jenikale och Baku.
Guvernementen var indelade i kretsar (ujezd). I varje guvernement fanns det en guvernör (gubernator), vilken som kejsarens representant övervakade ordningen och lagarnas verkställighet samt var ordförande i den kollegiala guvernementsregeringen. Men vid sidan av denna fanns i guvernementen flera andra myndigheter, såsom kameralrätten, som uppbär de direkta skatterna, domänförvaltningen, accisförvaltningen för acciser å brännvin, öl, tobak och socker, kontrollrätten, som granskar alla penningförvaltande myndigheters och ämbetsmäns räkenskaper m. fl., så att varje ministerium har ett eller flera självständiga organ i guvernementet.
Folket var inte helt uteslutna från guvernementets förvaltning. Redan Katarina II gav 1785 adeln rätt att i varje guvernement bilda sammanslutningar för att bevaka sina intressen genom valda förtroendemän samt med rätt att även välja vissa statsämbetsmän på förvaltningens och rättskipningens områden. Dessa inkallades av guvernören vart tredje år, dels för hela guvernement, dels kretsvis. De var icke representativa, utan alla adelsmän ha rätt att infinna sig, men deras inflytande på besluten var beroende på den enskildes förmögenhet och rang, och de lägst stående hade ingen rätt att delta i besluten. Adelsmötet valde en adelsmarskalk för guvernement, vilken har att bevaka adelns intressen och vara ordförande vid adelsmötet, varjämte han var medlem av de flesta guvernementsinstitutionerna.

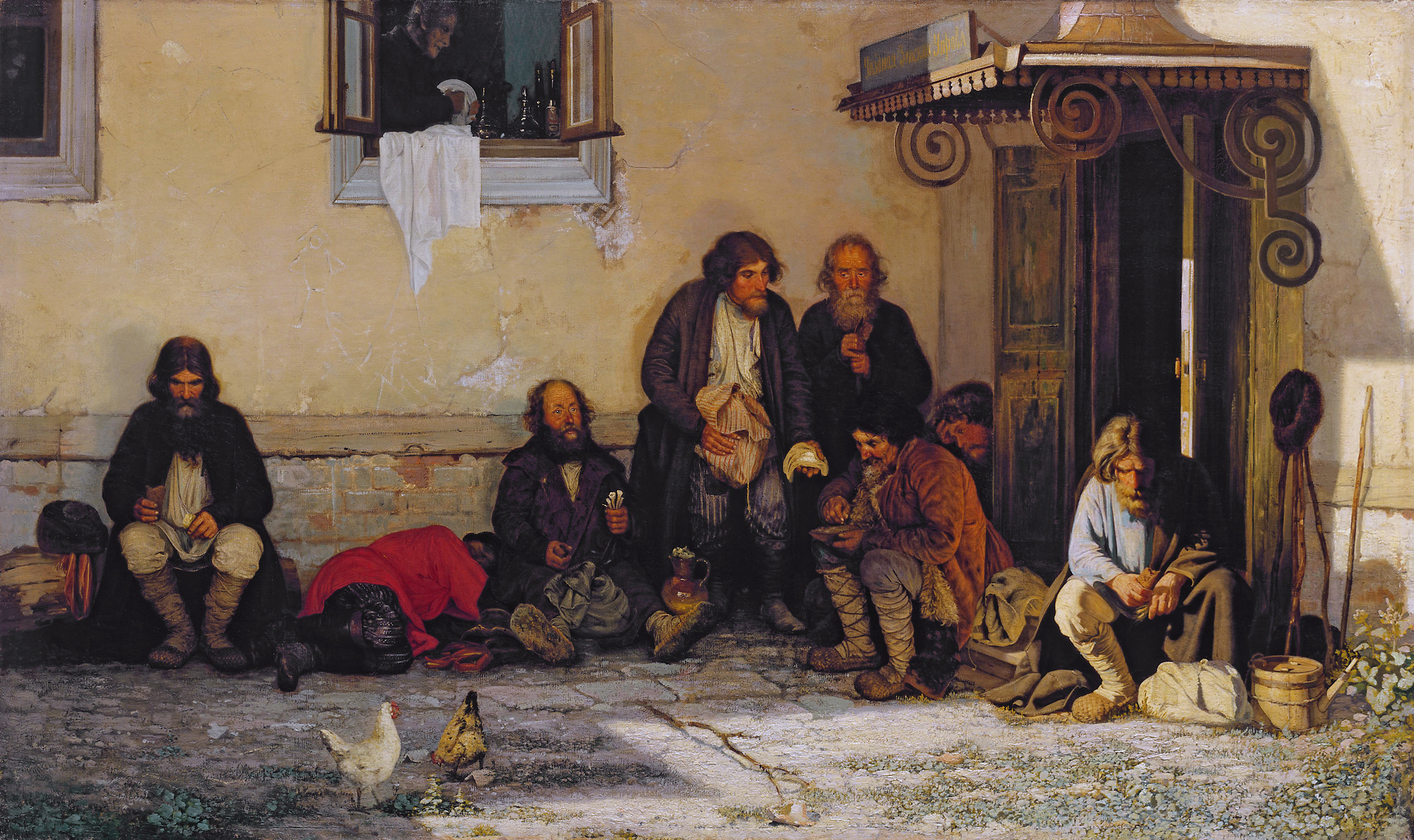
En zemstvo som intar middag, målning av Grigorij Mjasojedov, 1872

Av större betydelse var den av Alexander II genom ukas av 1 (13) januari 1864 i guvernementet och kretsen införda representationen (zemstvo). Kretsrepresentationen (zemskoje sobranije) består av deputerade valda vart tredje år i förhållande till invånarnas antal, av de sex kurier, som utsåg riksdumans ledamöter. Den sammanträdde minst en gång om året; under mellantiden ersattes den av ett ständigt, verkställande utskott (zemskaja uprava). Guvernementsrepresentationen bestod av för tre år av kretsrepresentationen utsedda medlemmar och tillsatte även för den tid, då den inte var samlad, ett verkställande utskott. Representationerna handlade frågor, som rörde förvaltningen av områdets egendomar och inkomster, välgörenhetsanstalter, underhåll och byggande av allmänna hus (även kyrkor), vägar och broar, skolor och hälsovård. De hade rätt att vidta åtgärder för att förebygga nöd, höja handel och industri, fördela skatterna till staten, bestämma lokala skatter, och så vidare. I teorin hade de således en viss betydelse, men i verkligheten kunde de inte uträtta mycket då skatterna till staten var så höga, att nya pålagor för undervisning, sjukvård och dylikt måste bli mycket begränsade. Dessutom övervakades zemstvons beslut av centralregeringens representant, guvernören, och olydnad mot centralmakten bestraffades med upplösning.
Likväl ha dessa representationer i flera guvernement (endast 36 guvernement, företrädesvis i Stor-Ryssland, ha ännu sådana) verkat icke obetydligt, särskilt för folkundervisningen, och gjort omfattande undersökningar rörande jordbrukets och industrins ställning.
I de tre baltiska guvernementen, Estland, Livland och Kurland, finnas sedan längre tid tillbaka rådplägande lantdagar, vilka sammanträda vart tredje år och bestod av godsägarna (i Livland även av ombud för staden Riga). Deras befogenheter inskränktes dock så småningom, särskilt deras privilegier med avseende på polis- och skolärenden, och ryska språket var obligatoriskt i alla officiella skrivelser.
De ryska städernas municipalinrättningar var reglerade genom stadsordningen af 16/28 juni 1870. Alla husägare och skattebetalande hantverkare, köpmän och industriidkare valde efter förmögenhet för fyra år representanter till stadens råd, duma. Den verkställande makten utövades av borgmästaren jämte gorodskaja uprava, vars medlemmar valdes för fyra år. Båda var i verkligheten guvernörens redskap, och de municipala institutionerna hade ingen självständig existens.
Den kommunala enheten på landet är byn (mir), vars medlemmar diskuterade och beslutade i byns gemensamma angelägenheter samt utsåg en föreståndare (starosta), som övervakade ordningen och hade en inskränkt polisdomsrätt. Flera byar var förenade till en volost, med en folkvald föreståndare (starsjina) och ett råd, som bevakade alla inom dess område liggande byars gemensamma intressen. Denna kommunalstyrelse tillhörde bönderna ensamt, ty deras forna herrar under livegenskap var alldeles uteslutna, och deras jord hör icke till någon mir eller volost.

## Rättsväsen

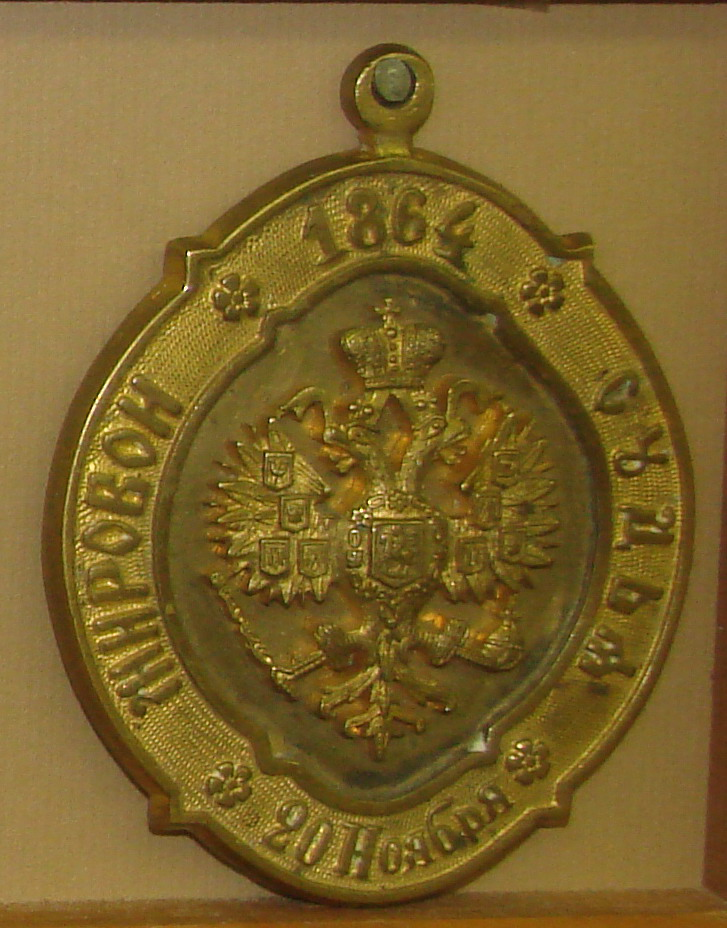
Ämbetsmärke tillhörande en fredsdomare från 1864.

Ryssland har haft skriven lag sedan mycket gamla tider. Redan under Jaroslav I av Kiev (1015–54) utarbetades en lagbok (Ru’ss-kaja pravda), som i mycket påminner om de skandinaviska lagarna. Nya lagböcker utkom under Ivan III och Ivan IV, men dessa efterträddes av Aleksej Michajlovitjs stora lagsamling (Ulozje’nie zako’nov), senare kompletterad med en mängd, ofta mot varandra stridande ukaser, vilka bidrog att göra det ryska rättsväsendet svåröverskådligt.
Först under Nikolaj I:s regering utkom (1826–33) en fullständig samling av ryska kejsardömets lagar (Sobra’nie zakonov), i 48 volymer. En andra samling av lagar (utfärdade 1825–81) utgavs senare och vid tiden för ryska revolutionens utbrott arbetade man med en tredje samling.
Samtidigt med utgivandet av den första lagsamlingen utgavs 1833 ett sammandrag (Svod zakonov), som i systematisk form innehöll de bestämmelser, som ansågs äga giltighet fortfarande. Denna svod, som kompletterades med nyare lagbestämmelser, var sålunda Rysslands gällande civila lagbok. En ny strafflag utkom 1845.
Rättegångsväsendet blev fullständigt omorganiserat efter moderna principer genom 1862–65 utfärdade lagar. Domstolarna var av tre slag: fredsdomstolar, allmänna domstolar och särskilda domstolar.
Varje krets bildade ett antal fredsdomardistrikt, där domen fälles av en fredsdomare (mirovo’j sudja’), som utsågs av kretsens zemstvo och var avlönad (i de polska och de asiatiska guvernementen utsågs fredsdomaren av regeringen).
För att kunna väljas till fredsdomare fordrades en viss bildning och en viss förmögenhetscensus (jord på landet till ett värde av 15 000 rubel, i städerna till ett värde av 3 000 rubel). Valperioden var 3 år. Fredsdomaren dömde i alla civila mål, som inte översteg 500 rubels värde, och i alla kriminella mål, där straffet inte översteg ett års fängelse eller 300 rubel i böter. Vad från dem får inte äga rum i mycket obetydliga mål, i andra åter kan man vädja till samtliga fredsdomare i kretsen, vilka en gång i månaden samlas till en fredsdomarförsamling (mirovoj sjezd). Dumans dom kan ändras endast genom kassationsbesvär i senaten.
De allmänna domstolarna var av två instanser, distriktsdomstolen (en eller två i varje guvernement) och appellationsdomstolar. Distriktsdomstolen (okru’zjnij sud) bestod av flera avdelningar och dömde i alla civila och kriminella mål, som översteg fredsdomstolens kompetens. I kriminella mål, som kunna medföra förlust av medborgerliga rättigheter, användes jury. Som åklagare funktionerar en prokurator.
Appellationsdomstolarna (sude’bnija pala’tij) var 10 i det europeiska Ryssland (i Petersburg, Moskva, Charkov, Odessa, Kiev, Kazan, Saratov, Warszawa, Vilna och Novotjerkassk) och 4 i det asiatiska. De var delade på departement och dömde redan i första instans i brottmål rörande ämbetsmän och vissa rangklasser samt i politiska förbrytelser. Deras domar var definitiva och inte underkastade appellation, men kunna i kassationsväg underställas prövning av senaten, vilken var landets högsta domstol.
Särskilda domstolar var kyrkliga domstolar, handelsdomstolar, krigsrätter m. fl., däribland volostdomstolen och högsta brottmålsdomstolen. I varje volost fanns en volostdomstol (volostno’j sud), som uteslutande bestod av bönder (4–12) med domsrätt endast över bönder i mindre kriminella och fordringsmål samt i tvister angående den gemensamma byjorden. Det var den sista återstående ståndsdomstolen.
Den högsta brottmålsdomstolen var en av kejsaren personligen sammankallad domstol, som av dömer statsbrott, begångna av medlemmar av statsrådet, ministrarna eller cheferna för de centrala verken.
Den personliga rättssäkerheten är dock föga skyddad, då guvernörerna på förvaltningsväg kunde döma till 3 månaders fängelse, vissa brott kunde hänskjutas till krigsdomstolarna, guvernörerna kunde i samråd med inrikesministeriet förvisa en person till vilken ort som helst inom det europeiska eller asiatiska Ryssland, och slutligen kunde, när ett område förklaras i krigstillstånd, t. o. m. dödsstraff där användas utan varje rättsligt förfarande.
Sedan 1905 var stora delar av Ryssland varit förklarade i krigs- eller undantagstillstånd (det senare något lindrigare); dödsdomarnas antal, som 1891–1900 var inalles 126, steg under tiden november 1905 till november 1908 till 4 812, varav 2 298 verkställdes; under samma tid avrättades 1 331 personer utan all dom. 1909 dömdes av de normala domstolarna 81 270 pers. till olika straff. Hela antalet fångar utgjorde 1911 174 733.
Till Sibirien förvisades i regel både svårare förbrytare och politiska. Kroppsliga bestraffningar var vid revolutionens utbrott avskaffade inom armén och de allmänna samt fredsdomstolarna; de finnas kvar endast hos volostdomstolarna, som kunde döma brottslingen till högst 20 spöslag.

## Militär
Rysslands västgräns skyddades av fästningar speciellt i Polen. Den första försvarslinjen i Polen var Bobr-Narew-Wisła-linjen. Huvudfästningen i Wisła-linjen och den viktigaste övergångspunkten var Warszawa vars flanker skyddades av Ivangorod i söder och Modlin vid Narew i norr. Längs med Narew låg fästningarna Zegrze, Pultusk, Rozan, Ostrolenka och Łomża samt vid Bobr fästningen Goniondz. Bakom Wisła-linjen låg Pripetträsken och i norr fästningarna Brest-Litovskij, Bialystok, Kovno, Grodno och Olita.
I Volynien erbjöd ett stort antal tillflöden till Pripetfloden naturliga försvarslinjer men då alla dessa kunde kringgås närmare gränsen till österrikiska Galizien, lät man till en början istället ombygga den gamla fästningen Luck på 1880-talet samt omge den med en fortgördel. När sedan Rivne och Dubno började befästas bildades en fästningstriangel med 45–60 km sidor. Längst tillbakadragen var Daugava-Beresina-Dnepr-linjen, i vilken de gamla fästningarna Daugavpils, Bobruisk och Kiev låg. Bobruisk som låg vid Beresina slopades dock 1897 som fästning medan de två andra fästningarna bibehölls som depåer, dock förstärktes Kiev väsentligt av en dubbel fortgördel. Den längre söderut liggande fästningen vid Bender slopades dock 1897.
Fälttrupperna kunde 1914 mobilisera 12–14 miljoner man. Mellan 1809 och 1854 hade Kejsardömet Ryssland även en stark militär närvaro på Åland och uppförde bland annat Bomarsunds fästning. Den militära närvaron som kulminerade i slaget vid Bomarsund 1854 påverkade kraftigt livet på Åland och tiden kallas Bomarsundstiden i Ålands historia.

## Bilder

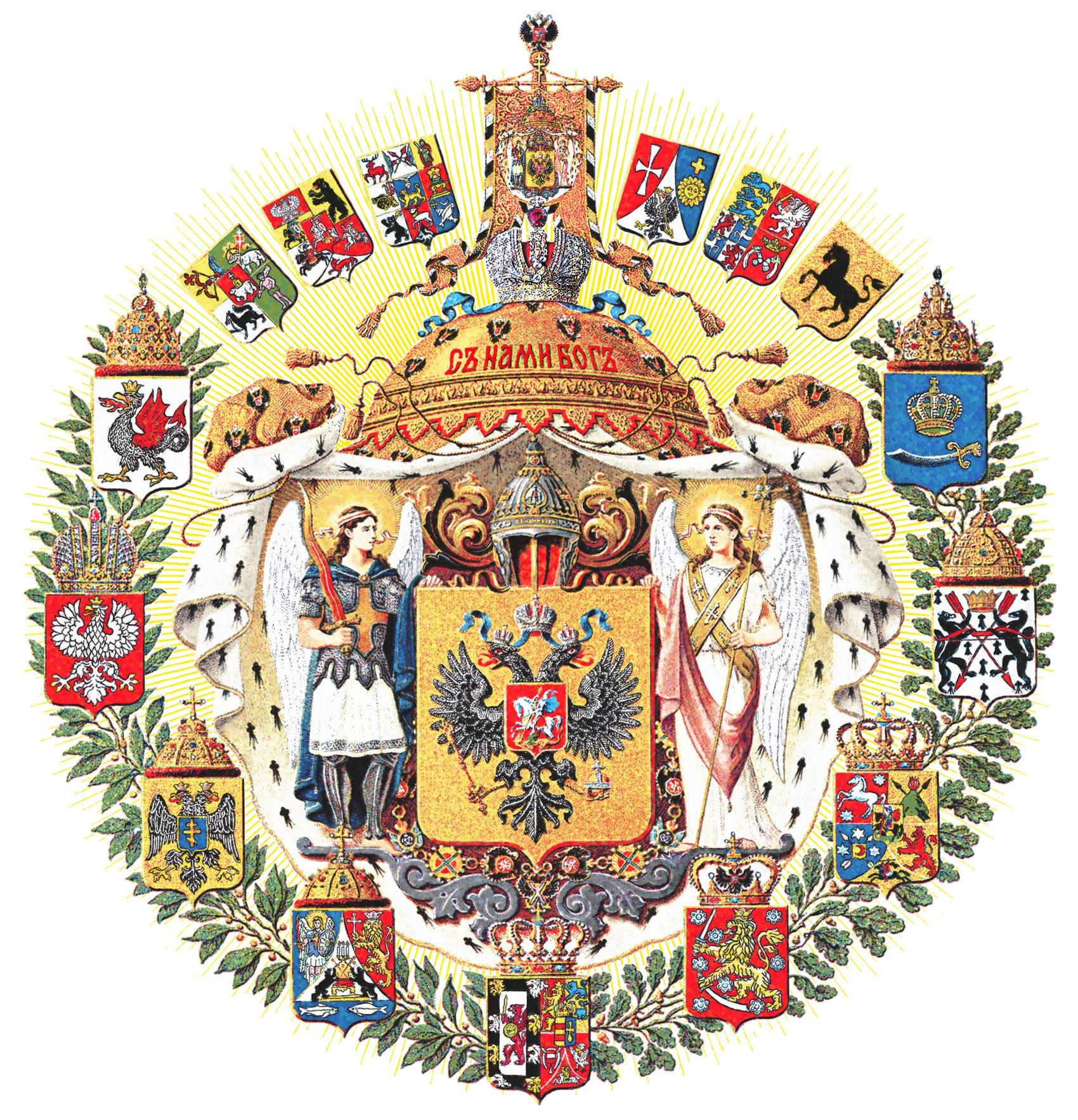
Kejsardömets Rysslands större vapen (1882 - 1917).